# Megaselia subnudifemur
Megaselia subnudifemur är en tvåvingeart som beskrevs av Borgmeier 1964. Megaselia subnudifemur ingår i släktet Megaselia och familjen puckelflugor. Inga underarter finns listade i Catalogue of Life.